# Bede Griffiths
Bede Griffiths, född 17 december 1906, död 13 maj 1993, var en brittisk benediktinmunk verksam i Indien. 
Enligt Griffiths kan kristendomen av idag inte utvecklas som religion om den inte frångår den västerländska kulturens maskulina rationalism och i stället lär sig söka kunskap på österlandets feminina intuitiva sätt. Religionerna kan inte mötas i tro på vad de kristna kallar Gud men i tro på något som är bortom allt som kan nämnas och beskrivas. 
"Idag utmanas vi att läsa Bibeln i relation (context) till Vedanta, Mahayana Buddhism, Daoism och sufisk mystik. Varje religion har något att tillföra den universella kyrkan."

## Skrifter översatta till svenska
- Äktenskapet mellan öst och väst. (Åsak, Delsbo, 1986)